# The Hillbilly Moon Explosion
The Hillbilly Moon Explosion es una banda de rockabilly formada en Zúrich, Suiza, en el año 1998.

## Historia
Después de la disolución de Hillbilly Headhunters, el líder de dicha banda Oliver Baroni se unió a la cantante de MD Moon, Emanuela Hutter, para formar The Hillbilly Moon Explosion. Posteriormente se unieron a la banda el baterista Aad Hollander y el guitarrista Pat Matteo, otro exmiembro de Hillbilly Headhunters. Con esa formación la banda grabó un demo a finales de 1998.
Poco antes de que la banda comenzase a tocar en vivo a finales de 1999, el guitarrista Pat Matteo abandonó la banda y fue reemplazado por Patrick Geser. Al mismo tiempo que tocaban alrededor del país, la banda empezó a grabación de su primer álbum, Introducing the Hillbilly Moon Explosion, lanzado en 2002. A fines de 2001, el baterista Aad Hollander abandonó la banda y fue reemplazado por Luke Weyermann.
El segundo álbum de la banda llegó en 2004 y se tituló Bourgeois Baby, el cual los llevó a tocar en otros países europeos como España, Inglaterra, Alemania, Finlandia e Italia. Ese mismo año, el guitarrista Patrick Geser abandonó la banda, siendo reemplazado por Duncan James.
En 2016 editaron su sexto álbum de estudio With Monsters & Gods, grabado en diversos estudios en Nashville, Camden, Tooting y Zúrich, su ciudad de origen.

## Discografía
Álbumes de estudio
- Introducing The Hillbilly Moon Explosion (2002, Crazy Love Records)
- Bourgeois Baby (2004, Crazy Love Records)
- All Grown Up (2006)
- Raw Deal (2010, The Freed)
- Buy, Beg or Steal (2011, The Freed)
- Damn Right Honey! (2013, Goldtop Recordings)
- With Monsters & Gods (2016)

Recopilaciones
- By Popular Demand: The Basement Tapes (1999-2005) (2005, Crazy Love Records)

## Miembros
- Emanuela Hutter – voz, guitarra rítmica
- Oliver Baroni – voz, bajo
- Duncan James – guitarra principal
- Sylvain Petite – batería